# Bazyli (Bogdaszewski)
Bazyli, imię świeckie: Dymitr Iwanowicz Bogdaszewski (ur. 7 października?/19 października 1861 we wsi Zawidowo w guberni wołyńskiej, zm. 10 marca 1933 w Kijowie) – arcybiskup kaniowski, wikariusz prawosławnej diecezji kijowskiej.

## Życiorys
Urodził się w rodzinie prawosławnego duchownego w diecezji wołyńskiej. W 1882 ukończył wołyńskie seminarium duchowne, a w 1886 Kijowską Akademię Duchowną uzyskując tytuł kandydata.

### Działalność naukowa
Już w trakcie studiów rozpoczął publikację swoich pierwszych prac naukowych w „Wołyńskich wiadomościach diecezjalnych”. Od 1887 wykonywał obowiązki docenta w katedrze historii filozofii na tej uczelni. 17 sierpnia 1889 przedstawił Radzie Akademii pracę magisterską, na podstawie której w 1890 uzyskał tytuł magistra teologii. W okresie od 1891 do 1896 opublikował szereg prac naukowych zamieszczonych w „Pracach Kijowskiej Akademii Duchownej”. W 1902 został profesorem nadzwyczajnym Akademii. W 1904 uzyskał stopień doktora teologii za pracę dotyczącą analizy listów św.Pawła do Efezjan. W 1905 został profesorem zwyczajnym Akademii a w 1907 uzyskał tytuł naukowy profesora. W 1912 z okazji 25-lecia pracy dydaktycznej otrzymał wyróżnienie - tytuł zasłużonego profesora zwyczajnego Akademii. 29 lipca 1914 wybrany ostatnim rektorem Akademii. Funkcję tę sprawował aż do aresztowania przez bolszewików w kwietniu 1923. Zachowany dorobek naukowy obejmuje m.in. 36 pozycji książkowych dostępnych w Rosyjskiej Bibliotece Państwowej.
Po śmierci żony w 1909 postanowił poświęcić się życiu zakonnemu. W 1910 wyświęcony na diakona, następnie na jereja i protojereja. 24 września 1913 w cerkwi św. Antoniego w Ławrze Pieczerskiej metropolita kijowski Flawian (Horodecki) nadał mu imię zakonne Bazyli. W tym samym roku został archimandrytą. 
6 sierpnia 1914 został mianowany biskupem kaniowskim – drugim wikariuszem metropolii kijowskiej. 
W czasach caratu odznaczony został następującymi orderami: św. Włodzimierza 3 i 4 klasy, św. Anny – 1, 2 i 3 klasy, św. Stanisława 2 i 3 klasy, a także medalami cara Aleksandra III i 300-lecia panowania Domu Romanowów.

### Czasy rewolucji bolszewickiej
W nowej sytuacji politycznej konieczne było poszukiwanie przez biskupa Bazylego, jako rektora uczelni, kompromisu z nacjonalistyczną Ukraińską Centralną Radą. Skutkowało to "ukrainizacją" Akademii. Planowano uruchomienie nowych katedr: historii Ukrainy, języka ukraińskiego i literatury ukraińskiej. Zmiany te spowodowały odejście z Akademii części profesorów.
22 lutego 1918 patriarcha Tichon postanowił powierzyć biskupowi Bazylemu obowiązki metropolity kijowskiego, jednakże nie przyjął on tego stanowiska. Sprzeciwiał się nasilającym się tendencjom do oderwania się prawosławnej cerkwi ukraińskiej od patriarchatu moskiewskiego.
Po aresztowaniu w kwietniu 1923 został skazany na zsyłkę do wsi Iżma (obecnie teren Republiki Komi), którą odbywał do sierpnia 1924. Na początku 1926 otrzymał godność arcybiskupa kaniowskiego – pierwszego wikariusza metropolii kijowskiej.
Został pochowany na terenie męskiego klasztoru św. Mikołaja w Kijowie.